# Rossend Masriera i Vila
Rossend Masriera i Vila (Barcelona, 30 de gener de 1887 - Xile, no abans de 1960) fou un violinista i compositor català.

## Biografia
Rossend Masriera va néixer al carrer Governador de Barcelona, fill del fonedor i orfebre Frederic Masriera i Manovens (1846-1932) i de la seva esposa, Antònia Vila i Rosés, ambdós de Barcelona.
Va ser alumne del Col·legi de Santa Maria del Collell (Girona) i dels Germans de les Escoles Cristianes de La Salle de Manlleu. Allà començà a cursar la música. Després tingué a Barcelona com a professors de violí a Enric Ainaud i a Emili Meriz. També va rebre diverses lliçons en la Schola Cantorum, de París, on hi va romandre el 1909. El 1907 entrà, per concurs, de violinista en l'orquestra del Gran Teatre del Liceu de Barcelona, durant els quatre anys que formà part d'aquesta orquestra donà, a més, diversos concerts i es dedicà a l'ensenyança del violí.
El 1911 marxà a Santiago de Xile, on s'establí com a professor de violí, va donar concerts i formà part d'escollides orquestres com a primer violí i solista. També anà a Valparaíso i altres poblacions d'aquella República i a la capital del Perú, on també exercí.
Es va casar a Santiago de Xile el 29 de juliol de 1913 amb la xilena Enriqueta Barril Campillo, natural de Iquique, qui tenia aleshores 16 anys, i que com a actriu feia servir el nom de Sara Barrié. Com a testimoni de la boda apareix en la inscripció Frederic Masriera, potser el pare o potser el germà de Rossend. Pocs mesos després, el 7 d'octubre del mateix any naixia la seva filla Sara Ramona Alícia Masriera i Barril (1913-2002), qui va esdevenir una famosa actriu amb els noms de Sara Masriera del Campillo i d'Alícia Barrié. Anteriorment, el 12 d'agost de 1912 i en una gira pel Perú, havia nascut a Pachacamilla (Lima) una primera filla, Elsa Maria Antonieta Masriera i Barril, coneguda artísticament com a actriu per l'àlies Elsa del Campillo.
L'any 1933 Rossend Masriera va oferir un parells de concerts a Buenos Aires, al Casal i al Centre Català. Va fundar en la ciutat xilena de Viña del Mar la Societat Musical Masriera, que apareix en hemeroteques en 1960.